# 广茂铁路
廣茂鐵路是中國廣東省一条从街边站通往茂名西站的鐵路，线路东起佛山市，向西跨越北江、西江，經肇慶、雲浮、陽江至茂名市，全長372公里，是珠江三角洲通往粵西南和雷州半島的主要鐵路幹線，為I级单线铁路，由广东铁路有限公司管理運營。广茂铁路在三水站通过聯絡線连接广珠铁路，在茂名则連接河茂铁路、益湛铁路通往湛江、广西以及湖南等地。
廣茂鐵路是2004年2月29日由原廣三鐵路和三茂鐵路合并而成。其中廣三鐵路於1903年築成，原起于广州的石围塘站，终于旧三水站，全長48.86公里，是廣東最早建成的一條鐵路，后改线东起广州站，西至新三水站；而三茂鐵路則分为三水至腰古、腰古至茂名两段分别於1987年7月10日、1991年5月3日投入運營，全長357公里，是中国首条由地方筹集资金建设的铁路干线。
2023年10月11日起，广茂铁路广州站至街边站一段改建为广湛高速铁路，本线起点亦缩短至街边站，线路从此脱离广州市辖区，原行经街边站以东区间的列车需改行其他线路。

## 歷史

### 修建广三铁路

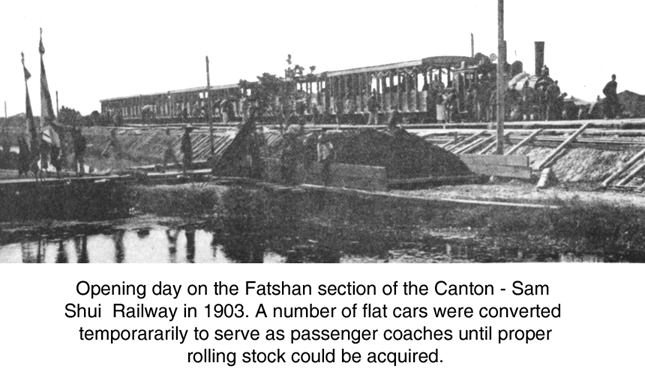
佛山段開通典禮（1903年）

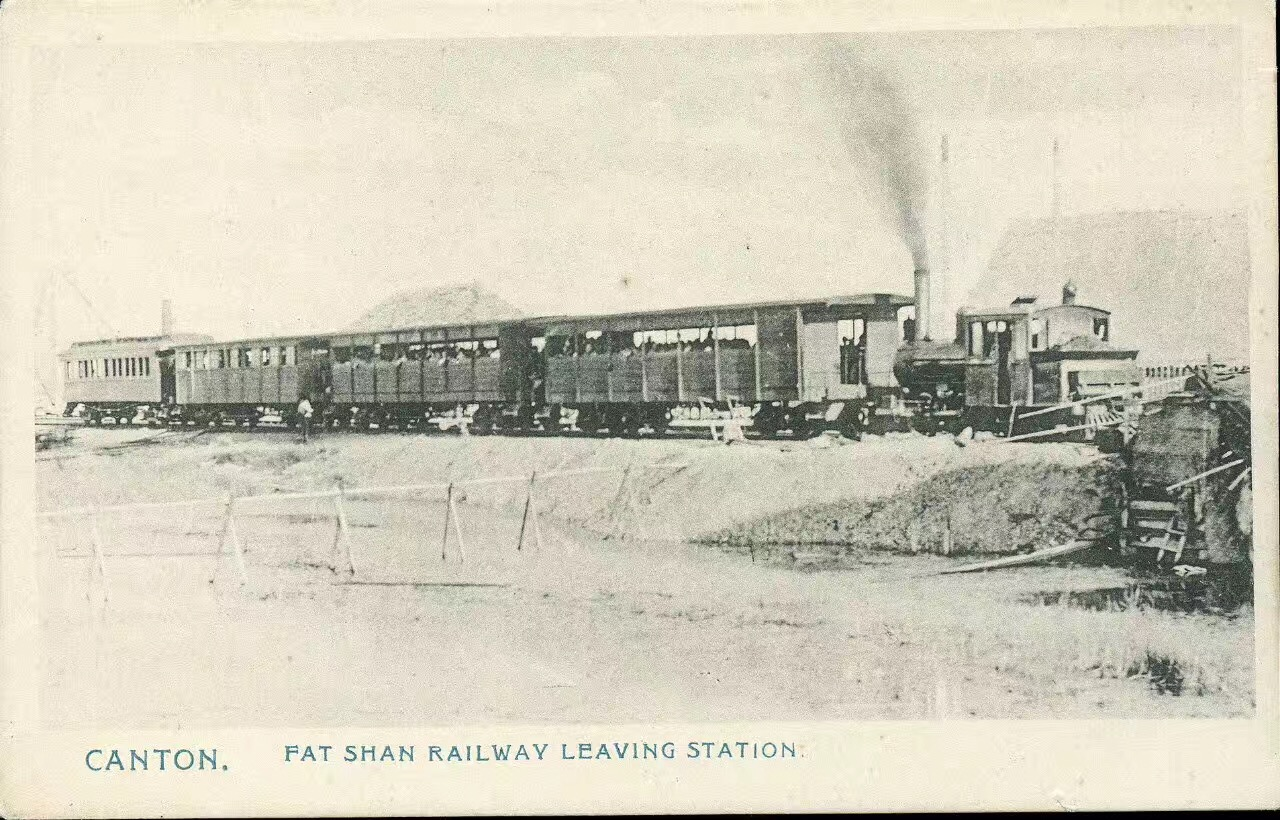
佛山段一列正在駛出車站的列車

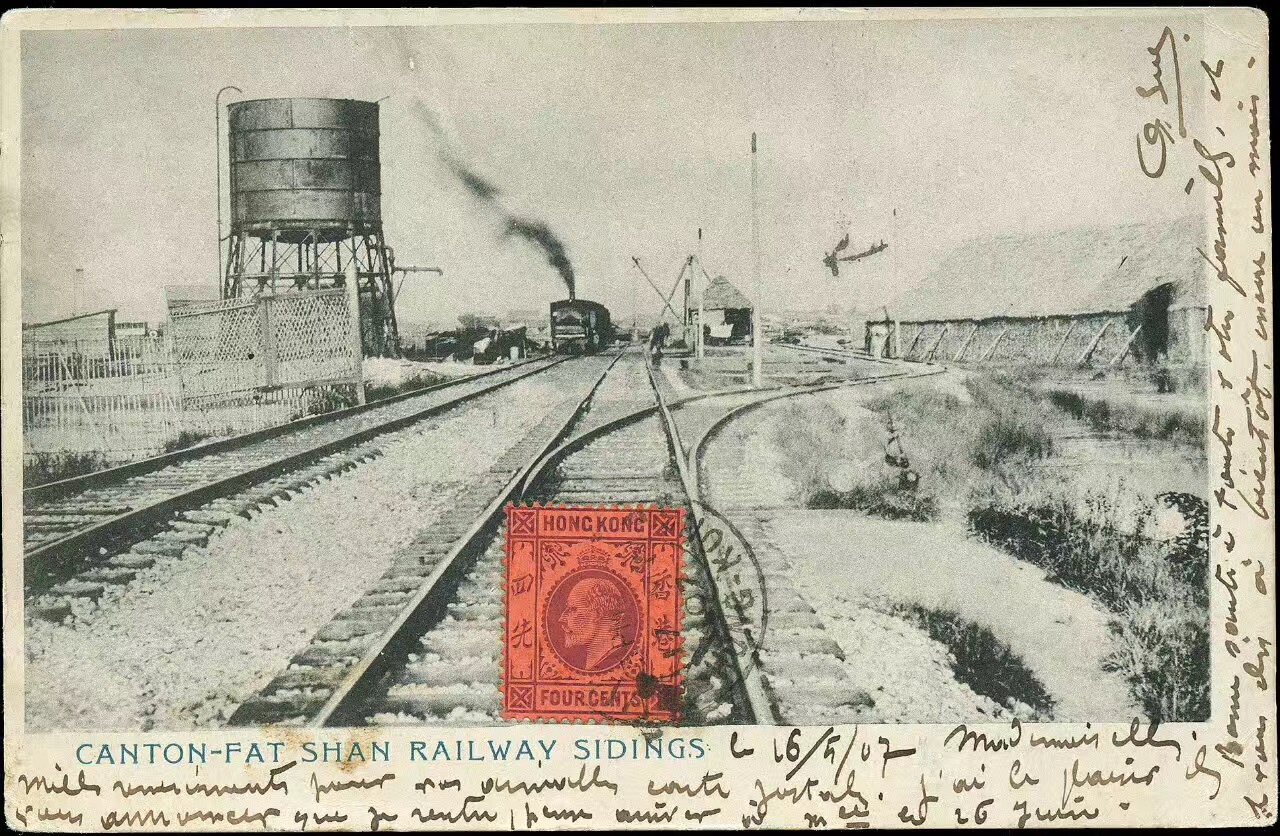
佛山段支線

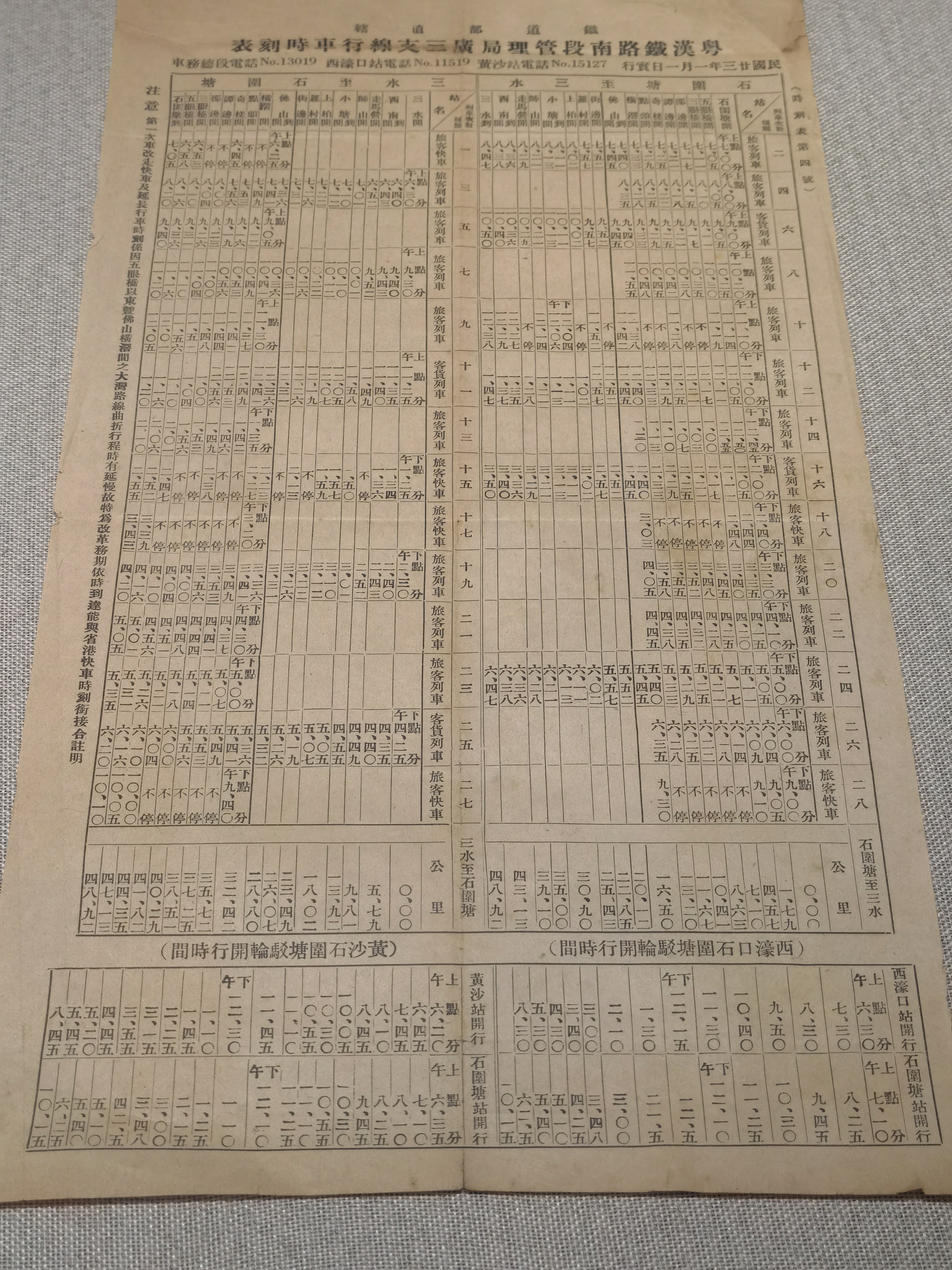
民国二十三年（1934年）广三铁路行车时刻表，藏于广州铁路博物馆，当时广三铁路分为全程车及广佛区间车，另附有石围塘来往黄沙和西壕口码头的渡轮时刻

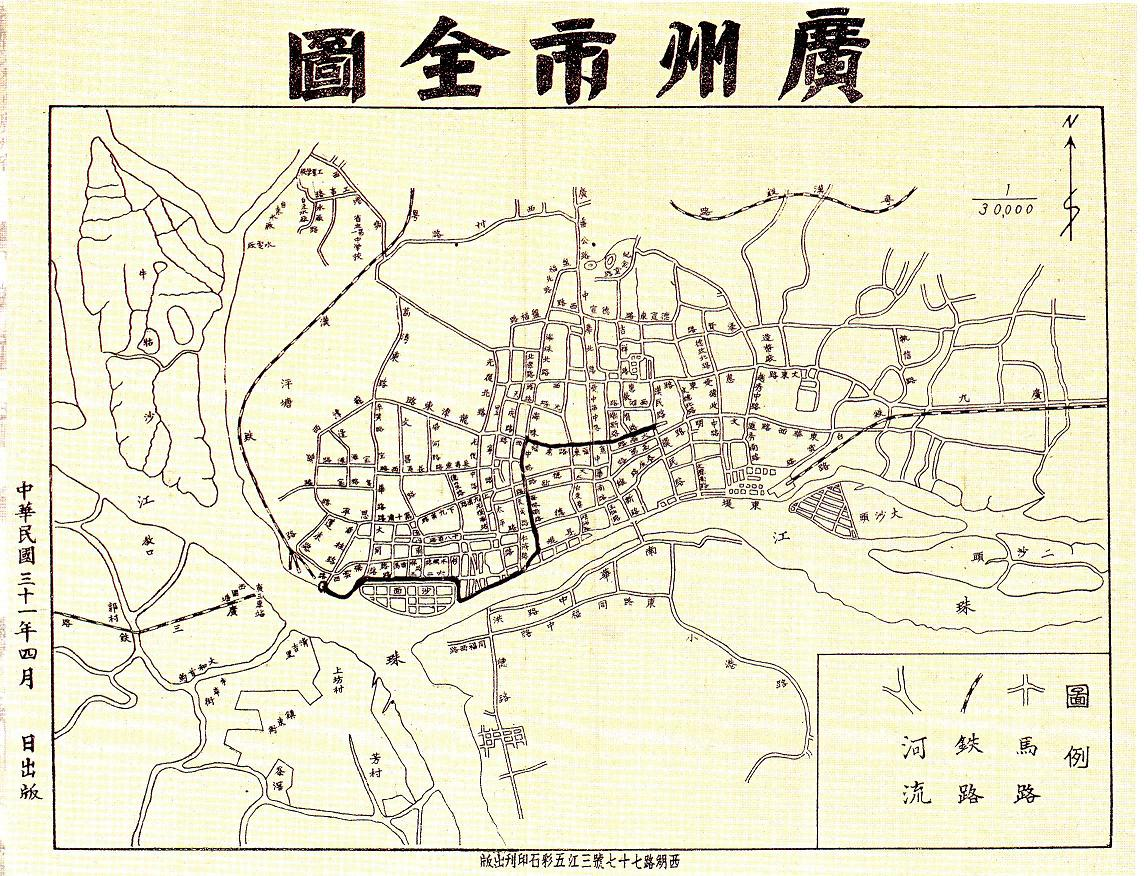
1942年“广州市全图”，可見廣三鐵路及其東面終點站石圍塘站

1898年，美商華美合興公司在承修粵漢鐵路時，發現廣州至三水沿線地勢平坦，位於珠江三角洲的魚米之鄉，修建鐵路的投資少而收益快，於是提出將粵漢鐵路省佛支路先修建的議案，得到了滿清政府的支援，是为廣三鐵路之前身。线路自廣州珠江南岸石圍塘，經三眼橋、佛山、小塘至三水，分兩段先後修築。
1901年12月，粵漢鐵路省佛支路的廣州石圍塘至佛山一段開始修築，長16.5公里，是中國最早的複線鐵路，此為廣東以及廣州建造鐵路的開端。
1903年10月5日，佛山至三水一段建成通車，標誌著共耗資4000萬美元的廣三鐵路全線竣工，當時兩廣總督岑春煊主持了盛大的通車典禮。
1929年，國民政府將省佛支路併入粵漢鐵路管理局，改稱粵漢鐵路廣三段。
1938年10月21日，日軍进占廣州後，將石圍塘至佛山右線以及佛山至三水單線被全部拆除，其中部分軌料急運他處鋪設外，剩餘軌料被集中堆放在黃沙車站待運，軌道拆除後的路基被改作公路。
1945年抗日战争结束後，鐵路由廣東區特派員辦事處接收，對剩餘鐵路進行整修，維持行車。
1946年7月，被拆除的鐵路線全部按原式重新鋪軌通車。
1960年10月2日，珠江大桥通车，广茂铁路正线改为广州站至三眼橋站，石围塘站至三眼桥站一段则独立成为石围塘线。

### 修建三茂铁路
1982年，鐵道部、化工部和廣東省當局聯合投資興建三腰雲段鐵路，為三茂幹線第一期工程。
1987年1月，鐵道部和廣東省當局合作，續建腰茂段鐵路，路線自腰古起，途經新興、天堂、春灣、陽春、石錄、那霍到達茂名，全長231公里。同年5月28日，广东省三茂铁路总公司成立，公司受广东省人民政府领导，委托广州铁路局进行管理，实行广东省特殊政策、自主经营的管理体制，负责三茂铁路三水至腰古段和云浮硫铁矿支线的经营管理以及筹集资金继续修建腰古至茂名段的铁路。
1990年聖誕節時，腰茂段鐵路完成鋪軌。
1991年5月4日，三茂铁路全线通车，三茂铁路是中国首条由地方筹集资金建设的铁路干线。

### 广三及三茂合并

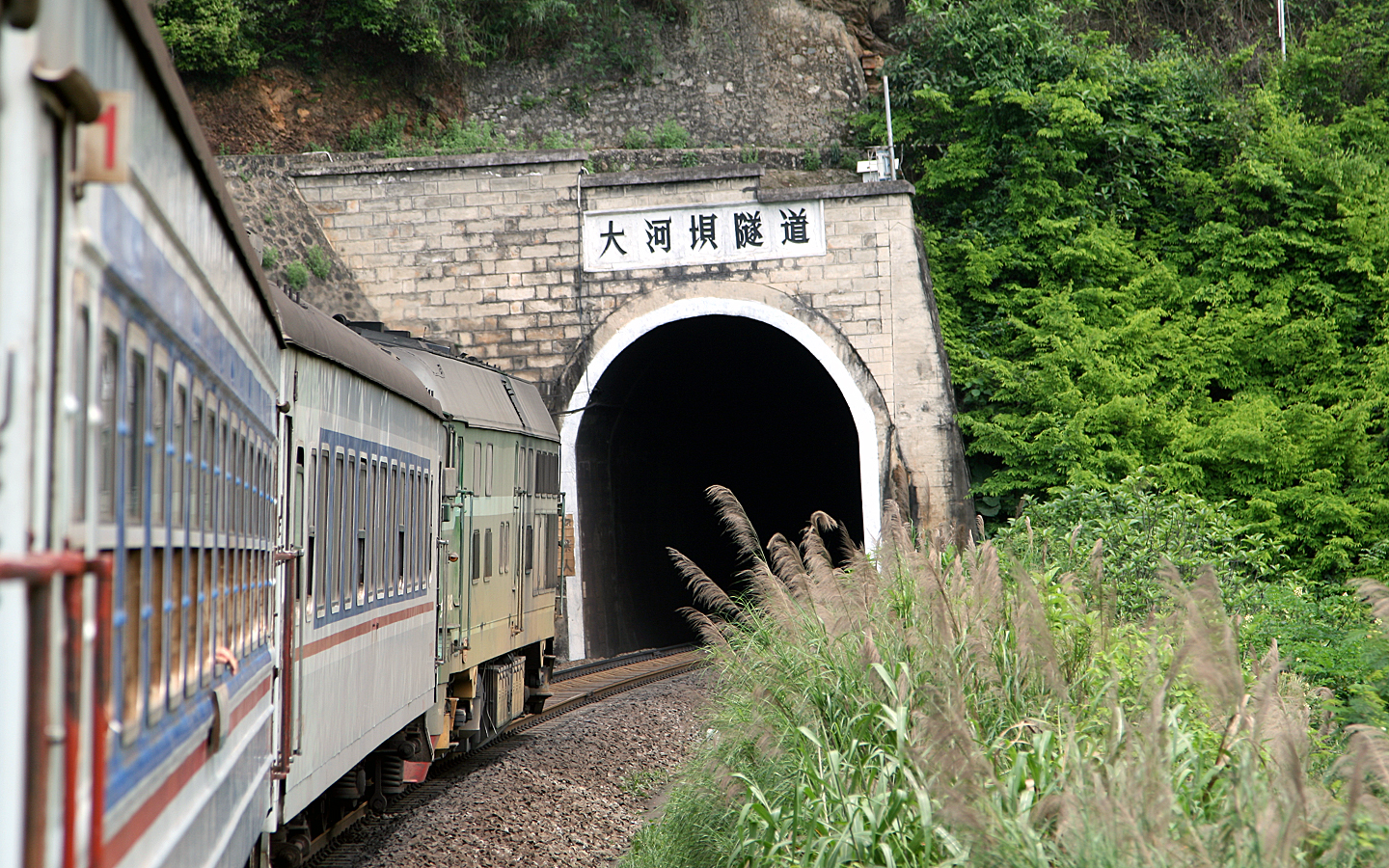
广茂铁路大河坝隧道

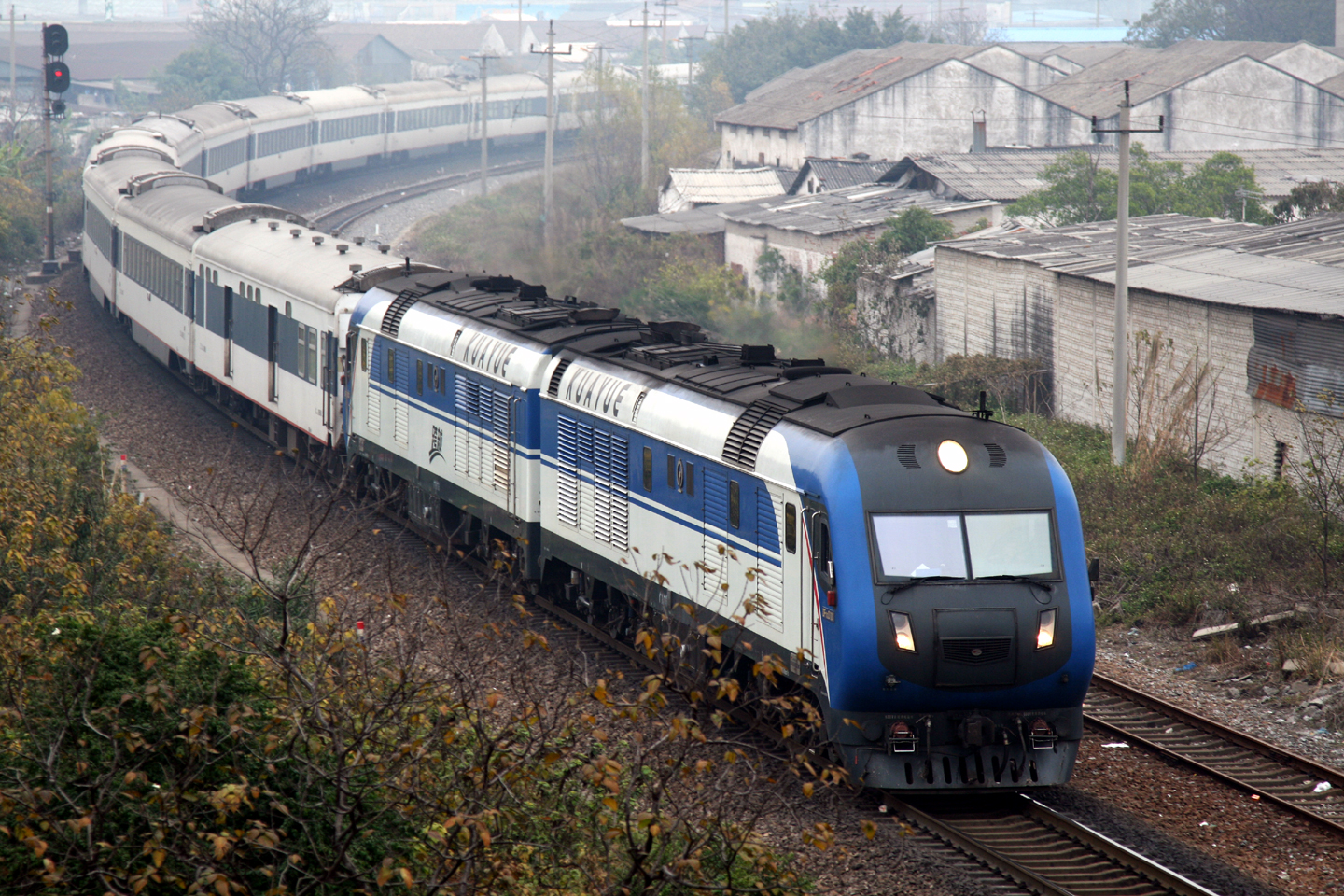
东风11G型机车牵引T201次特快列车运行在广茂铁路

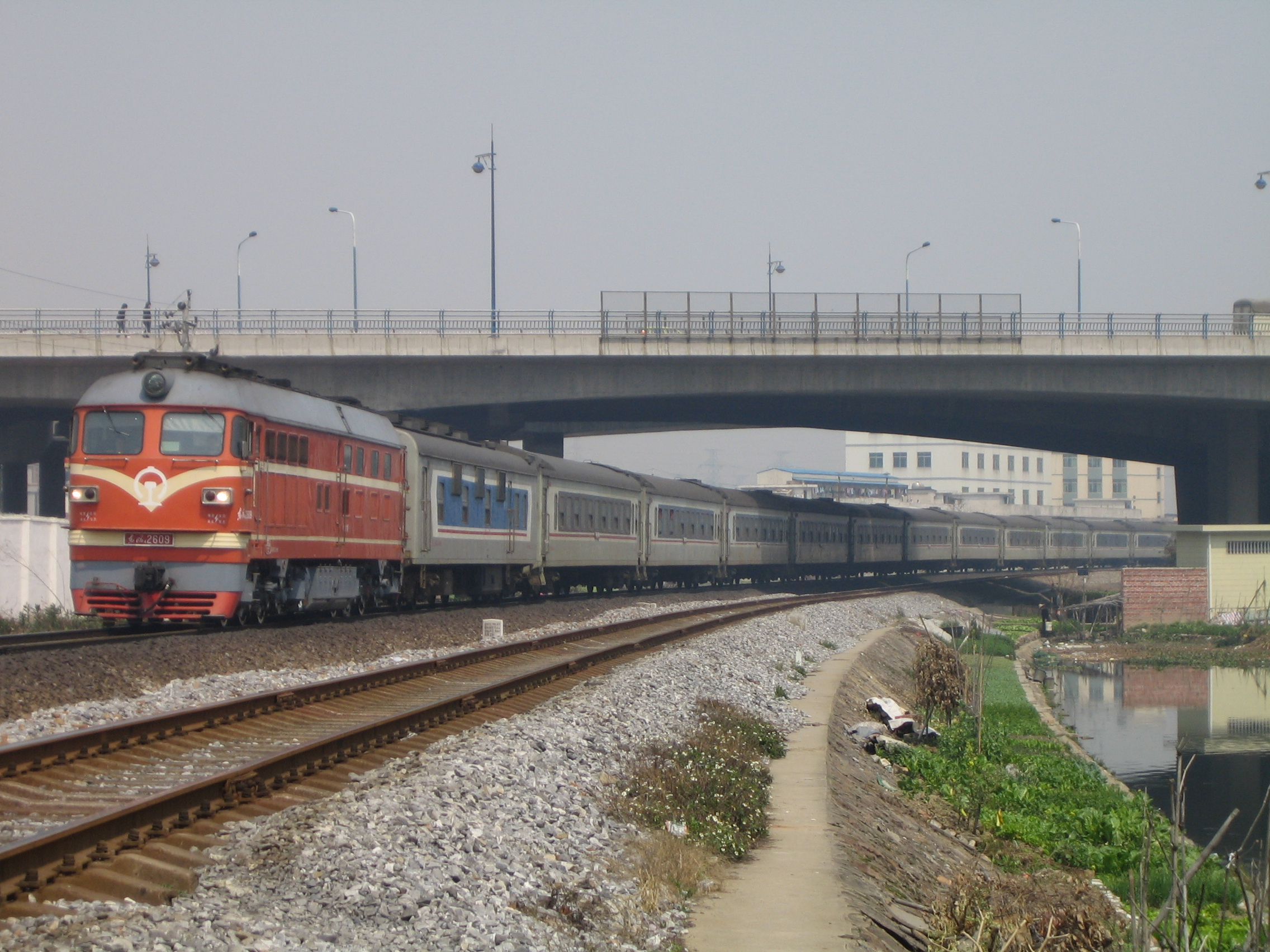
N595次列車於广茂鐵路上

2004年2月29日，广铁集团将原由羊城铁路总公司管辖的广三铁路改为由三茂铁路公司管辖，广三铁路和三茂铁路亦正式合并為广茂铁路。同时中华人民共和国铁道部将广茂铁路由二级线路调整为一级线路。
目前途經廣茂鐵路的客車主要來往珠三角至粵西、廣西及雲南，以及來往海南至北京、上海及東北地區。
原线路未进行電氣化。2010年代，为了将南广铁路、贵广客运专线和广佛肇城际接入广州站，广州—三眼桥区间进行电气化改造，架设接触网，并于2015年12月14日0时起通电，唯行驶未电化区间的普速客货列車仍然需要由柴油機車牽引。 2017年，国务院批复全线纳入电气化改造项目。
2021年6月30日，广东铁路有限公司吸收合并原广东三茂铁路股份有限公司等单位资产及业务，广茂铁路改由广东铁路有限公司管辖。

### 改建广湛高铁

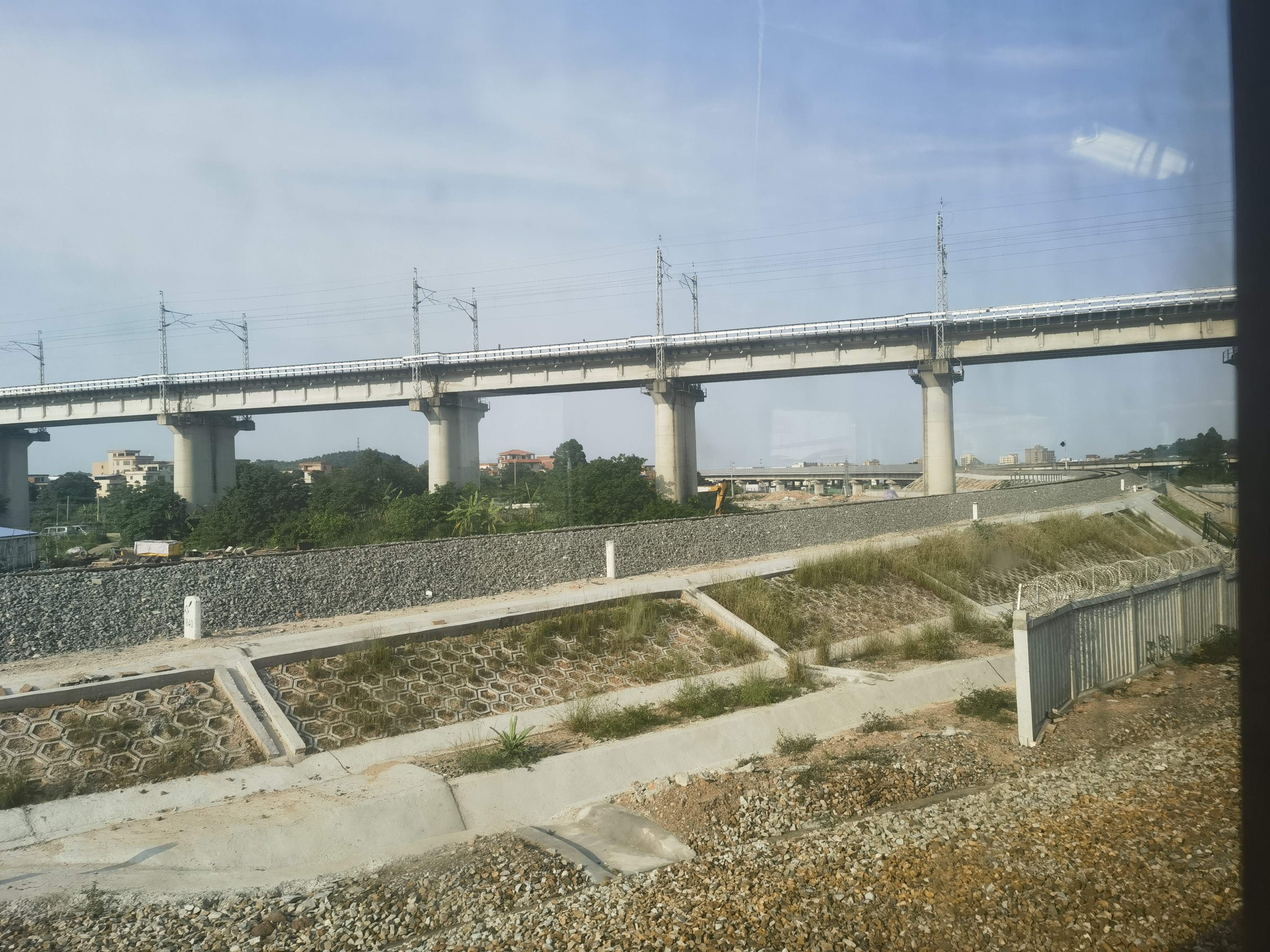
沙狮联络线

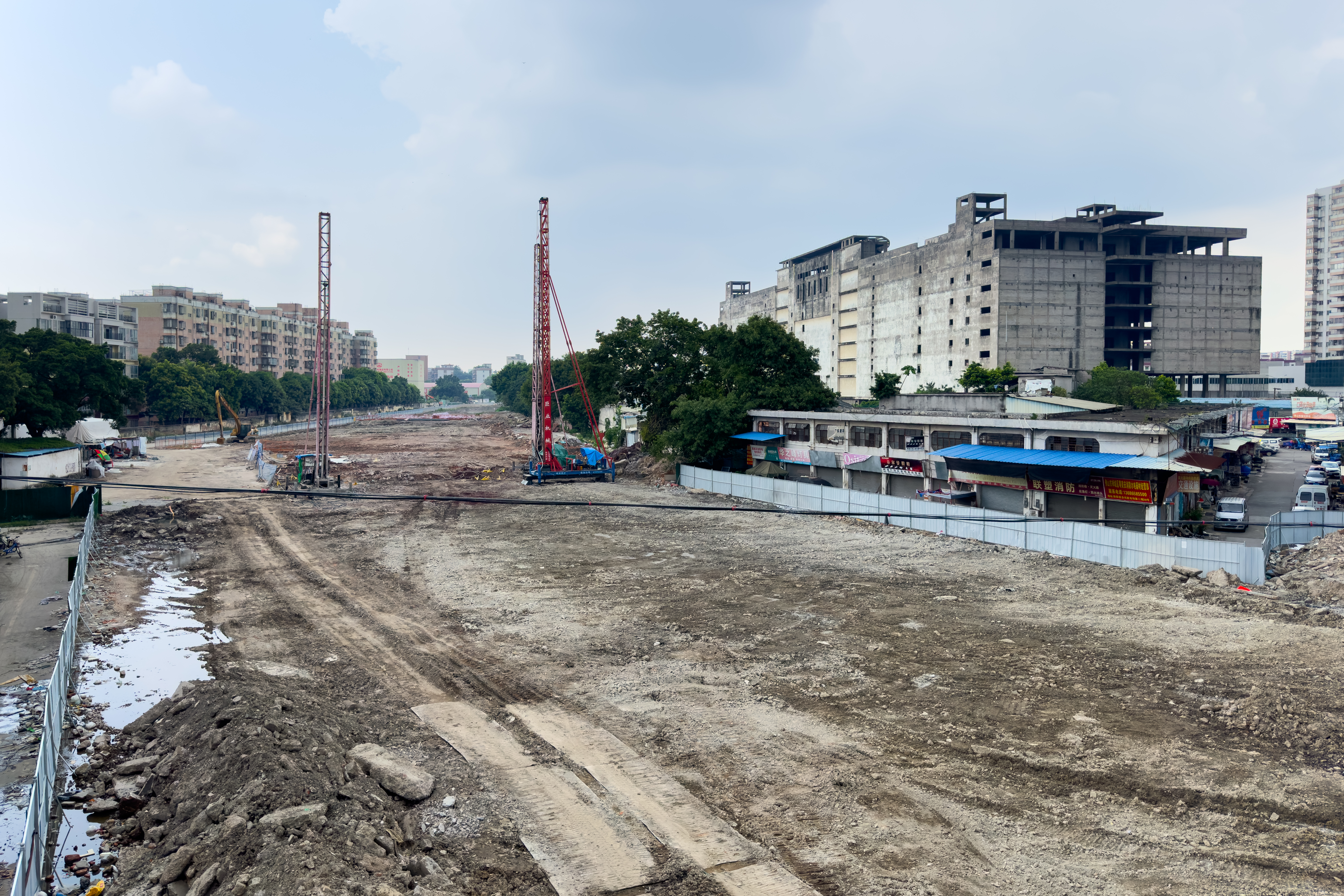
佛山汾江北跨铁路立交桥附近（佛山站东侧），原广茂铁路的铁轨已被拆除

因广湛高速铁路建设需要，广茂铁路街边至广州区间停运并改建为广湛高铁正线，上柏至街边区间的部分路轨亦需要迁建。
2023年7月，由广湛高铁工程修建供广茂铁路客车使用的江大联络线接入江村编组站。9月4日，沙狮联络线正式开通运营，广茂铁路货运列车经过三水站之后通过此联络线和广珠铁路进入江村站；10月11日，江大联络线开通运营，广茂铁路客运列车除广佛肇城际截短至佛山西站外，其余普速列车亦改由沙狮联络线、广珠铁路、江大联络线，进入京广铁路江村站后至广州站或广州白云站，意味着广茂铁路广三段正式开始改建为广湛高速铁路正线；同日起，佛山站正式關閉並進行改建。
沙狮联络线起于广茂铁路三水站和走马营站区间的狮山西线路所，止于广珠铁路官窑站至丹灶站区间的沙头东线路所；江大联络线则由广珠铁路大田站上行线引出在江村站接入京广铁路下行线往大朗站。
2024年7月20日，随着街边站启用新站型及上柏站关站，广湛高铁利用广茂线通道进入广州中心城区营业线改造工程完工，街边站正式成为广茂铁路的东端尽头站。

## 使用車種
現時使用
- 東風4B型內燃機車（DF4B）
- 东风5型内燃机车（DF5）
- 東風11型內燃機車（DF11）
- 東風11供電型內燃機車（DF11G）
- 东风4C型内燃机车(DF4C)

曾經使用
- 东风3型内燃机车(DF3)
- 前進型蒸汽機車
- 上游型蒸汽机车

## 支线
- 阳阳铁路（阳春 - 阳江港）
- 罗定铁路（春湾 - 罗定）

## 事故
- 2015年10月15日18时许，广茂铁路高要站至肇庆站间的西江公铁两用大桥桥墩被一艘货船撞击，事故区段封闭，受影响列车截至10月16日凌晨已达到58班，其中前往海南的部分列车改为广州站始发终到。[18]
- 2016年4月9日13时许，一名19岁的女大学生在广茂铁路佛山狮山镇莲塘村段简易道口旁的玫瑰花田自拍时，因距离铁轨过近，被DF4B-2254号机车牵引的旅客列车撞击身亡，而事发路段周边此前也曾发生过类似险情。[19]